# Пам'ятник Адамові Міцкевичу (Варшава)
Пам'ятник Адамові Міцкевичу (Варшава) — монумент у Варшаві, зведений на честь польського поета, політичного публіциста, діяча національно-визвольного руху.
Автори — скульптор Ципріан Годебський та архітектори Юзеф Піус Дзеконський та Владислав Марконі.
Висота статуї — 4,2 м.

## Історія
Відкриття відбулося 24 грудня 1898 року на Краківському передмісті польської столиці, у соту річницю з дня народження поета. Ініціатором зведення пам'ятника був Генрик Сенкевич. Завдяки пожертвуванням до липня 1897 року на його зведення було зібрано 235 734 карбованців. Царська влада дала згоду на спорудження.
Постамент виконаний з італійського граніту. Фігура Міцкевича, вилита із бронзи в майстерні Ліппі в Пістої, являє поета вдягнутого в сюртук, у вільній позі, з піднятою головою, опущена ліва рука підтримує перекинутий через плече плащ, права рука покладена на серце. У верхній частині п'єдесталу розміщений картуш із датами народження та смерті поета, у нижній частині — алегорична прикраса у формі голови Аполлона з вихідними тонкими промінцями. Над головою давньогрецького бога — пальмові гілки, ліра та згортки паперу, нижче розміщена таблиця з написом «Adamowi Mickiewiczowi — Rodacy 1898» (Адамові Міцкевичу — земляки 1898).
У 1942 році пам'ятник був демонтований німецькими окупантами та вивезений у Рейх. Після закінчення війни представники польської військової місії розшукали частини пам'ятника (голову та фрагмент торсу) в Гамбурзі.
Копія фігури була відлита скульптором Яном Щепковським, тоді ж був відновлений постамент та частково ограда. Металеву огорожу пам'ятника було повернено до Польщі тільки у 1980-х роках.
Відкриття відновленого варшавського пам'ятника Адамові Міцкевичу відбулося 28 січня 1950 року.